# Филиппов, Алексей Васильевич
Алексе́й Васи́льевич Фили́ппов (24 февраля 1882, Москва — 30 апреля 1956, Москва) — русский советский художник-керамист, технолог, историк, реставратор, организатор керамического производства и разработчик новых видов керамической облицовки. Исследователь и основоположник научной реставрации древнерусских изразцов. Профессор. Член-корреспондент Академии архитектуры СССР (1941).

## Биография
Родился в Москве 24 февраля 1882 года. В 1904 окончил Императорское Строгановское Центральное художественно-промышленное училище.
Сразу после окончания училища организовал и возглавил артель художников-гончаров «Мурава», в которой трудились такие выдающиеся художники, как С. Т. Конёнков, С. В. Малютин, Д. И. Митрохин. Все годы своего существования (1904—1916) артель занимала одно из первых мест среди российских художественно-керамических мастерских.
Заинтересовавшись древнерусской керамикой, А. В. Филиппов заложил основы научной реставрации архитектурных керамических изделий. Начиная с 1912 года он занимался обследованием и обмерами монументальной керамики в различных городах России, участвовал в её спасением. В 1912—1913 работал с изразцовым декором такого уникального памятника, как Крутицкий терем в Москве. В 1916 — с изразцами Воскресенского собора Новоиерусалимского монастыря.
В 1911 году окончил Московский археологический институт, специализируясь на керамике.
С 1904 года занимался преподавательской деятельностью. Профессор с 1927 года. Преподавал в московском Вхутемасе-Вхутеине (1918—1929) и в Московском институте прикладного и декоративного искусства (1939—1946).
Действительный член Государственной академии искусств (1927). Член-корреспондент Академии архитектуры СССР (1941). Член Союза архитекторов СССР (1942).
Умер 30 апреля 1956 года. Похоронен на Донском кладбище Москвы.

## Труды

### Книги
- Филиппов А. В. Художественное оформление массовой посуды. — М.-Л.: ОГИЗ, 1932.
- Филиппов А. В. Древнерусские изразцы. Вып.1. — М.: Изд-во Всесоюзной Академии арх-ры, 1938.
- Филиппов А. В. Древнерусские изразцы. Вып. 2 — электронная публикация неизданной рукописи
- Филиппов А. В., Филиппова С. В., Брик Ф. Г. Архитектурная терракота / Под ред. проф. А. В. Филиппова. Академия архитектуры СССР. Лаборатория—керамическая установка. — М.: Гос. архитектурное изд-во Академии архитектуры СССР, 1941. — 228 с. — 3000 экз.

### Статьи
- Керамика и архитектура // Академия архитектуры, 1936, № 4.
- Опытная керамическая установка ВАА // Академия архитектуры, 1937, № 1.
- Художественная керамика // Архитектура СССР, 1940, № 7.

### Редактор
- Чарный С. С., Брик Ф. Г. Лицевой кирпич / Ред. А. В. Филиппов; Академия архитектуры СССР, Институт строительной техники, Лаборатория архитектурной керамики. — М.: Госстройиздат, 1955. — 136 с.